# Llista de cràters de la Lluna: O-Q
Llista de cràters de la Lluna (O-Q) amb noms aprovats a la Gazetteer of Planetary Nomenclature mantinguda per la Unió Astronòmica Internacional, on s'inclou el diàmetre del cràter i l'epònim amb el qual es nomena el cràter. Quan una formació de cràters té associats cràters satèl·lit, aquests es detallen a les pàgines principals de la descripció del cràter.
| A · B · C · D · E · F · G · H · I · J · K · L · M · N · O · P · Q · R · S · T · U · V · W · X · Y · Z |

## O
| Cràter       | Coordenades                              | Diàmetre (km) | Epònim                                                                                                | Cràters satèl·lit         | Ref.  |
| ------------ | ---------------------------------------- | ------------- | --- | ------------------------- | ----- |
| Oberth       | 62° 29′ N, 154° 50′ E / 62.49°N,154.84°E | 49,52         | Hermann Oberth (1894–1989), científic austrìac                                                        | -                         | WGPSN |
| Obruchev     | 38° 40′ S, 162° 26′ E / 38.67°S,162.43°E | 72,23         | Vladimir A. Obruchev (1863–1956), geòleg rus                                                          | M T V X                   | WGPSN |
| O'Day        | 30° 25′ S, 157° 17′ E / 30.42°S,157.29°E | 70,41         | Marcus O'Day (1897–1961), físic estatunidenc                                                          | B M T                     | WGPSN |
| Oenopides    | 57° 08′ N, 64° 12′ O / 57.13°N,64.2°O    | 73,47         | Oenopides de Qios (c. 500–430 aC), astrònom grec                                                      | B K L M R S T X Y Z       | WGPSN |
| Oersted      | 43° 05′ N, 47° 15′ E / 43.09°N,47.25°E   | 42,28         | Hans Christian Ørsted (1777–1851), físic danès                                                        | A P U                     | WGPSN |
| Ohm          | 18° 19′ N, 113° 47′ O / 18.32°N,113.78°O | 61,75         | Georg Simon Ohm (1789–1854), físic alemany                                                            | -                         | WGPSN |
| Oken         | 43° 46′ S, 76° 05′ E / 43.76°S,76.09°E   | 78,67         | Lorenz Ockenfuss (1779–1851), biòleg alemany                                                          | A E F L M N               | WGPSN |
| Olbers       | 7° 18′ N, 76° 08′ O / 7.3°N,76.14°O      | 73,02         | Heinrich Wilhelm Matthäus Olbers (1758–1840), astrònom alemany                                        | (A) B D G H K M N S V W Y | WGPSN |
| Olcott       | 20° 34′ N, 117° 47′ E / 20.57°N,117.79°E | 79,94         | William Tyler Olcott (1873–1936), astrònom estatunidenc                                               | E L M                     | WGPSN |
| Olivier      | 58° 43′ N, 138° 26′ E / 58.72°N,138.44°E | 78,45         | Charles Pollard Olivier (1884–1975), astrònom estatunidenc                                            | N Y                       | WGPSN |
| Omar Khayyam | 58° 13′ N, 102° 13′ O / 58.21°N,102.22°O | 68,64         | Omar Khayyám (c. 1050–1123), astrònom persa                                                           | -                         | WGPSN |
| Onizuka      | 36° 23′ S, 149° 47′ O / 36.38°S,149.79°O | 26,88         | Ellison Shoji Onizuka (1946–1986), astronauta estatunidenc                                            | -                         | WGPSN |
| Opelt        | 16° 19′ S, 17° 38′ O / 16.32°S,17.64°O   | 48,73         | Friedrich Wilhelm Opelt (1794–1863), astrònom alemany Otto Moritz Opelt (1829–1912), astrònom alemany | E F G H K                 | WGPSN |
| Oppenheimer  | 35° 19′ S, 166° 02′ O / 35.32°S,166.03°O | 201,16        | J. Robert Oppenheimer (1904–1967), físic estatunidenc                                                 | F H R U V W               | WGPSN |
| Oppolzer     | 1° 31′ S, 0° 27′ O / 1.52°S,0.45°O       | 40,87         | Theodor von Oppolzer (1841–1886), astrònom austrìac                                                   | A K                       | WGPSN |
| Oresme       | 42° 37′ S, 169° 13′ E / 42.61°S,169.22°E | 82,05         | Nicolau Oresme (c. 1323–1382), astrònom, matemàtic i filòsof francès                                  | K Q U V                   | WGPSN |
| Orlov        | 25° 46′ S, 175° 05′ O / 25.77°S,175.08°O | 72,93         | Aleksandr I. Orlov (1880–1954), astrònom rus Sergei V. Orlov (1880–1958), astrònom rus                | D Y                       | WGPSN |
| Orontius     | 40° 22′ S, 3° 58′ O / 40.37°S,3.96°O     | 121,02        | Oronce Finé (1494–1555), matemàtic francès                                                            | A B C D E F               | WGPSN |
| Osama        | 18° 37′ N, 5° 16′ E / 18.61°N,5.27°E     | 0,42          | Antropònim masculí àrab                                                                               | -                         | WGPSN |
| Osiris       | 18° 39′ N, 27° 39′ E / 18.65°N,27.65°E   | 0,96          | Osiris, déu de la mitologia egípcia                                                                   | -                         | WGPSN |
| Osman        | 10° 59′ S, 6° 15′ O / 10.98°S,6.25°O     | 1,79          | Antropònim masculí turc                                                                               | -                         | WGPSN |
| Ostwald      | 10° 14′ N, 121° 57′ E / 10.24°N,121.95°E | 108,13        | Wilhelm Ostwald (1853–1932), químic alemany                                                           | Y                         | WGPSN |

## P
| Cràter          | Coordenades                              | Diàmetre (km) | Epònim | Cràters satèl·lit                                  | Ref.  |
| --------------- | ---------------------------------------- | ------------- | --- | -------------------------------------------------- | ----- |
| Palisa          | 9° 28′ S, 7° 11′ O / 9.47°S,7.19°O       | 33,47         | Johann Palisa (1848–1925), astrònom austríac                                                                           | A C D E P T W                                      | WGPSN |
| Palitzsch       | 28° 01′ S, 64° 23′ E / 28.02°S,64.39°E   | 41,87         | Johann Georg Palitzsch (1723–1788), astrònom alemany                                                                   | A B                                                | WGPSN |
| Pallas          | 5° 29′ N, 1° 39′ O / 5.48°N,1.65°O       | 49,51         | Peter Simon Pallas (1741–1811), geòleg rus d'origen alemany                                                            | A B C D E F H N V W X                              | WGPSN |
| Palmieri        | 28° 38′ S, 47° 48′ O / 28.64°S,47.8°O    | 39,84         | Luigi Palmieri (1807–1896), físic italià                                                                               | A B E G H J                                        | WGPSN |
| Paneth          | 62° 36′ N, 94° 38′ O / 62.6°N,94.63°O    | 60,92         | Friedrich Adolf Paneth (1887–1958), químic alemany                                                                     | A K W                                              | WGPSN |
| Pannekoek       | 4° 12′ S, 140° 41′ E / 4.2°S,140.69°E    | 67,5          | Anton Pannekoek (1873–1960), astrònom neerlandès                                                                       | A D R S T                                          | WGPSN |
| Papaleksi       | 10° 09′ N, 163° 57′ E / 10.15°N,163.95°E | 92,03         | Nikolai D. Papaleksi (1880–1947), físic rus                                                                            | Q                                                  | WGPSN |
| Paracels        | 22° 55′ S, 163° 26′ E / 22.92°S,163.44°E | 85,88         | Theophrastus Bombastus von Hohenheim (Paracels) (1493–1541), químic suís                                               | C E G H M N P Y                                    | WGPSN |
| Paraskevopoulos | 50° 05′ N, 150° 20′ O / 50.09°N,150.34°O | 98,87         | John Stefanos Paraskevopoulos (1889–1951), astrònom estatunidenc d'origen grec                                         | E H N Q R S U X Y                                  | WGPSN |
| Parenago        | 25° 53′ N, 108° 55′ O / 25.88°N,108.91°O | 94,57         | Pavel P. Parenago (1906–1960), astrònom rus                                                                            | T W Z                                              | WGPSN |
| Parkhurst       | 33° 17′ S, 103° 41′ E / 33.29°S,103.69°E | 93,08         | John Adelbert Parkhurst (1861–1925), astrònom estatunidenc                                                             | B D K Q X Y                                        | WGPSN |
| Parrot          | 14° 34′ S, 3° 17′ E / 14.57°S,3.29°E     | 70,66         | Johann Jacob Friedrich Wilhelm Parrot (1792–1840), físic rus                                                           | A B C D E F G H J K L M N O P Q R S T U V W X Y    | WGPSN |
| Parry           | 7° 53′ S, 15° 47′ O / 7.88°S,15.78°O     | 47,28         | William Edward Parry (1790–1855), explorador britànic                                                                  | (A) B C D E F L M                                  | WGPSN |
| Parsons         | 37° 15′ N, 171° 10′ O / 37.25°N,171.16°O | 41,12         | John Whiteside Parsons (1914–1952), científic estatunidenc                                                             | D E L M N P                                        | WGPSN |
| Pascal          | 74° 22′ N, 70° 38′ O / 74.36°N,70.63°O   | 108,20        | Blaise Pascal (1623–1662), matemàtic francès                                                                           | A F G J L                                          | WGPSN |
| Paschen         | 14° 04′ S, 140° 32′ O / 14.06°S,140.53°O | 127,36        | Friedrich Paschen (1865–1940), físic alemany                                                                           | G H K L M S U                                      | WGPSN |
| Pasteur         | 11° 35′ S, 104° 55′ E / 11.58°S,104.91°E | 232,77        | Louis Pasteur (1822–1895), químic francès                                                                              | A B D E G H M Q S (T) U V Y Z                      | WGPSN |
| Patricia        | 24° 55′ N, 0° 30′ E / 24.91°N,0.5°E      | 10,08         | Antropònim femení anglès                                                                                               | -                                                  | WGPSN |
| Patsaev         | 16° 46′ S, 133° 36′ E / 16.77°S,133.6°E  | 55,25         | Viktor I. Patsayev (1933–1971), cosmonauta soviètic                                                                    | (G) K Q                                            | WGPSN |
| Pauli           | 44° 46′ S, 137° 21′ E / 44.76°S,137.35°E | 95,28         | Wolfgang Pauli (1900–1958), físic austríac                                                                             | E                                                  | WGPSN |
| Pavlov          | 28° 17′ S, 142° 24′ E / 28.28°S,142.4°E  | 143,05        | Ivan Petrovich Pavlov (1849–1936), físic soviètic                                                                      | G H M P T V                                        | WGPSN |
| Pawsey          | 44° 14′ N, 145° 17′ E / 44.24°N,145.29°E | 59,98         | Joseph Lade Pawsey (1908–1962), astrònom australià                                                                     | -                                                  | WGPSN |
| Peary           | 88° 38′ N, 24° 24′ E / 88.63°N,24.4°E    | 78,75         | Robert Edwin Peary (1856–1920), explorador estatunidenc                                                                | -                                                  | WGPSN |
| Pease           | 12° 31′ N, 106° 18′ O / 12.51°N,106.3°O  | 40,84         | Francis G. Pease (1881–1938), astrònom estatunidenc                                                                    | -                                                  | WGPSN |
| Peek            | 2° 46′ N, 86° 58′ E / 2.76°N,86.96°E     | 12,55         | Bertrand Meigh Peek (1891–1965), astrònom britànic                                                                     | -                                                  | WGPSN |
| Peirce          | 18° 16′ N, 53° 21′ E / 18.26°N,53.35°E   | 18,86         | Benjamin Peirce (1809–1880), astrònom estatunidenc                                                                     | (B) C                                              | WGPSN |
| Peirescius      | 46° 24′ S, 67° 48′ E / 46.4°S,67.8°E     | 61,53         | Nicolas-Claude Fabri de Peiresc (1580–1637), astrònom francès                                                          | A B C D G H J                                      | WGPSN |
| Pentland        | 64° 34′ S, 11° 20′ E / 64.57°S,11.34°E   | 56,45         | Joseph Barclay Pentland (1797–1873), geògraf irlandès                                                                  | A B C D E F J K L M N O P DA                       | WGPSN |
| Perelʹman       | 24° 03′ S, 106° 01′ E / 24.05°S,106.01°E | 48,87         | Yakov I. Perelman (1882–1942), científic rus                                                                           | E S                                                | WGPSN |
| Perepelkin      | 9° 59′ S, 128° 48′ E / 9.99°S,128.8°E    | 88,74         | Evgenij J. Perepelkin (1906–1940), astrofísic rus                                                                      | P                                                  | WGPSN |
| Perkin          | 47° 01′ N, 175° 44′ O / 47.02°N,175.73°O | 62,48         | Richard Scott Perkin (1906–1969), enginyer de telescopis estatunidenc                                                  | -                                                  | WGPSN |
| Perrine         | 42° 07′ N, 127° 57′ O / 42.11°N,127.95°O | 87,41         | Charles Dillon Perrine (1867–1951), astrònom estatunidenc                                                              | E G L S T                                          | WGPSN |
| Petavius        | 25° 23′ S, 60° 47′ E / 25.39°S,60.78°E   | 184,06        | Denis Pétau (1583–1652), astrònom francès                                                                              | A B C D                                            | WGPSN |
| Petermann       | 74° 21′ N, 67° 53′ E / 74.35°N,67.89°E   | 76,95         | August Heinrich Petermann (1822–1878), geògraf alemany                                                                 | A B C D E R S X Y                                  | WGPSN |
| Peters          | 68° 04′ N, 29° 23′ E / 68.07°N,29.39°E   | 14,67         | Christian August Friedrich Peters (1806–1880), astrònom alemany                                                        | -                                                  | WGPSN |
| Petit           | 2° 19′ N, 63° 28′ E / 2.32°N,63.46°E     | 5,04          | Alexis Therese Petit (1771–1820), físic francès                                                                        | -                                                  | WGPSN |
| Petrie          | 45° 08′ N, 108° 28′ E / 45.14°N,108.47°E | 32,86         | Robert Methven Petrie (1906–1966), astrofísic canadenc d'origen escocès                                                | U                                                  | WGPSN |
| Petropavlovskiy | 36° 55′ N, 115° 17′ O / 36.92°N,115.28°O | 64,07         | Boris S. Petropavlovskiy (1898–1933), enginyer rus                                                                     | M                                                  | WGPSN |
| Petrov          | 61° 22′ S, 88° 11′ E / 61.36°S,88.18°E   | 55,44         | Evgenij S. Petrov (1900–1942), científic rus                                                                           | A B                                                | WGPSN |
| Pettit          | 27° 31′ S, 86° 45′ O / 27.52°S,86.75°O   | 36,67         | Edison Pettit (1889–1962), astrònom estatunidenc                                                                       | C (T)                                              | WGPSN |
| Petzval         | 62° 44′ S, 110° 50′ O / 62.73°S,110.83°O | 93,47         | József Miksa Petzval (1807–1891), matemàtic i òptic austríac                                                           | C D                                                | WGPSN |
| Phillips        | 26° 34′ S, 75° 40′ E / 26.57°S,75.67°E   | 104,21        | John Phillips (1800–1874), geòleg britànic                                                                             | A B C D E F G H W                                  | WGPSN |
| Philolaus       | 72° 13′ N, 32° 53′ O / 72.22°N,32.88°O   | 71,44         | Filolau de Crotona (fl. 400 aC), astrònom grec                                                                         | B C D E F G U W                                    | WGPSN |
| Phocylides      | 52° 47′ S, 57° 19′ O / 52.79°S,57.31°O   | 115,18        | Johannes Phocylides Holwarda (Jan Fokker) (1618–1651), aastrònom neerlandès                                            | A B C D E F G J K L M N S V X Z KA KB              | WGPSN |
| Piazzi          | 36° 10′ S, 68° 01′ O / 36.16°S,68.01°O   | 102,57        | Giuseppe Piazzi (1746–1826), astrònom italià                                                                           | A B C F G H K M N P                                | WGPSN |
| Piazzi Smyth    | 41° 55′ N, 3° 14′ O / 41.91°N,3.24°O     | 12,96         | Charles Piazzi Smyth (1819–1900), astrònom escocès d'origen italià                                                     | B M U V W Y Z                                      | WGPSN |
| Picard          | 14° 34′ N, 54° 43′ E / 14.57°N,54.72°E   | 22,35         | Jean-Felix Picard (1620–1682), astrònom francès                                                                        | (G) (H) K L M N P (X) Y (Z)                        | WGPSN |
| Piccolomini     | 29° 42′ S, 32° 12′ E / 29.7°S,32.2°E     | 87,58         | Alessandro Piccolomini (1508–1578), astrònom italià                                                                    | A B C D E F G H J K L M N O P Q R S T W X          | WGPSN |
| Pickering       | 2° 53′ S, 6° 59′ E / 2.88°S,6.99°E       | 15,40         | Edward Charles Pickering (1846–1919), astrònom estatunidenc William Henry Pickering (1858–1938), astrònom estatunidenc | A B C                                              | WGPSN |
| Pictet          | 43° 34′ S, 7° 29′ O / 43.56°S,7.49°O     | 59,95         | Marc-Auguste Pictet-Turretin (1752–1825), físic suís                                                                   | A C D E F N                                        | WGPSN |
| Pierazzo        | 3° 18′ N, 100° 14′ O / 3.3°N,100.24°O    | 9,29          | Elisabetta Pierazzo (1963–2011), científica italiana                                                                   | -                                                  | WGPSN |
| Pikelʹner       | 48° 22′ S, 124° 15′ E / 48.37°S,124.25°E | 40,96         | Solomon B. Pikelner (1921–1975), astrònom soviètic                                                                     | F G (K) S Y                                        | WGPSN |
| Pilâtre         | 60° 10′ S, 86° 42′ O / 60.17°S,86.7°O    | 64,37         | Jean-François Pilâtre de Rozier (1756–1785), aviador pioner francès                                                    | -                                                  | WGPSN |
| Pingré          | 58° 38′ S, 73° 57′ O / 58.64°S,73.95°O   | 88,43         | Alexandre Guy Pingré (1711–1796), astrònom francès                                                                     | B C D E F G (H) J K L M N P S U W X Y Z            | WGPSN |
| Pirquet         | 20° 20′ S, 139° 56′ E / 20.34°S,139.93°E | 62,14         | Guido von Pirquet (1880–1966), pioner de l'astronàutica austríac                                                       | S X                                                | WGPSN |
| Pitatus         | 29° 53′ S, 13° 32′ O / 29.88°S,13.53°O   | 100,63        | Pietro Pitati (fl c. 1500), astrònom italià                                                                            | A B C D E G H J K L M N P Q R S T V W X Z          | WGPSN |
| Pitiscus        | 50° 37′ S, 30° 34′ E / 50.61°S,30.57°E   | 79,85         | Bartholomeo Pitiscus (1561–1613), matemàtic i teòleg alemany                                                           | A B C D E F G J K L R S T U V W                    | WGPSN |
| Pizzetti        | 35° 04′ S, 119° 17′ E / 35.06°S,119.29°E | 53,47         | Paolo Pizzetti (1860–1918), geodesista italià                                                                          | C W                                                | WGPSN |
| Plana           | 42° 15′ N, 28° 13′ E / 42.25°N,28.22°E   | 42,97         | Giovanni Antonio Amedeo Plana (1781–1864), astrònom italià                                                             | C D E F G                                          | WGPSN |
| Planck          | 57° 16′ S, 135° 20′ E / 57.27°S,135.34°E | 319,46        | Max Planck (1858–1947), físic alemany                                                                                  | A B C J K L W X Y Z                                | WGPSN |
| Planté          | 10° 13′ S, 163° 16′ E / 10.22°S,163.26°E | 36,80         | Gaston Planté (1834–1889), físic francès                                                                               | -                                                  | WGPSN |
| Plaskett        | 81° 38′ N, 176° 43′ E / 81.63°N,176.71°E | 114,34        | John Stanley Plaskett (1865–1941), astrònom canadec                                                                    | H S U V                                            | WGPSN |
| Plató           | 51° 37′ N, 9° 23′ O / 51.62°N,9.38°O     | 100,68        | Plató (c. 428–347 aC), filòsof grec                                                                                    | (A) B C D E F G H J K L M O P Q R S T U V W X Y KA | WGPSN |
| Playfair        | 23° 34′ S, 8° 27′ E / 23.56°S,8.45°E     | 49,88         | John Playfair (1748–1819), matemàtic escocès                                                                           | A B C D E F G H J K                                | WGPSN |
| Plini           | 15° 22′ N, 23° 37′ E / 15.36°N,23.61°E   | 41,31         | Plini el Vell (23–79), naturalista romà                                                                                | A B                                                | WGPSN |
| Plummer         | 24° 37′ S, 154° 52′ O / 24.62°S,154.86°O | 75,7          | Henry Crozier Keating Plummer (1875–1946), astrònom britànic                                                           | C M N R W                                          | WGPSN |
| Plutarc         | 24° 11′ N, 79° 03′ E / 24.18°N,79.05°E   | 69,59         | Plutarc de Queronea (c. 46–120), historiador i assagista grec                                                          | C D F G H K L M N                                  | WGPSN |
| Poczobutt       | 57° 16′ N, 99° 14′ O / 57.27°N,99.23°O   | 212,36        | Martin Odlanicky Poczobutt (1728–1810), astrònom polonès                                                               | J R                                                | WGPSN |
| Pogson          | 42° 23′ S, 111° 07′ E / 42.38°S,111.11°E | 40,87         | Norman Robert Pogson (1829–1891), astrònom britànic                                                                    | C F G                                              | WGPSN |
| Poincaré        | 56° 52′ S, 163° 59′ E / 56.86°S,163.99°E | 345,99        | Jules Henri Poincaré (1854–1912), físic francès                                                                        | C E F J Q (R) X Z                                  | WGPSN |
| Poinsot         | 78° 54′ N, 146° 13′ O / 78.9°N,146.21°O  | 65,11         | Louis Poinsot (1777–1859), matemàtic francès                                                                           | E K P                                              | WGPSN |
| Poisson         | 30° 20′ S, 10° 34′ E / 30.34°S,10.56°E   | 41,4          | Siméon Denis Poisson (1781–1840), matemàtic francès                                                                    | A B C D E F G H J K L M N O P Q R S T U V W X Z    | WGPSN |
| Polibi          | 22° 28′ S, 25° 38′ E / 22.46°S,25.63°E   | 40,81         | Polibi (c. 204–122 aC), historiador grec                                                                               | A B C D E F G H J K L M N P Q R T V                | WGPSN |
| Polzunov        | 25° 34′ N, 115° 01′ E / 25.57°N,115.01°E | 66,53         | Ivan I. Polzunov (1728–1766), enginyer rus                                                                             | J N                                                | WGPSN |
| Pomortsev       | 0° 44′ N, 66° 55′ E / 0.74°N,66.91°E     | 25,51         | Mikhail M. Pomortsev (1851–1916), científic rus                                                                        | -                                                  | WGPSN |
| Poncelet        | 75° 55′ N, 54° 34′ O / 75.91°N,54.57°O   | 67,57         | Jean-Victor Poncelet (1788–1867), matemàtic francès                                                                    | A B C D H P Q R S                                  | WGPSN |
| Pons            | 25° 26′ S, 21° 33′ E / 25.43°S,21.55°E   | 39,70         | Jean-Louis Pons (1761–1831), astrònom francès                                                                          | A B C D E F G H J K L M N P                        | WGPSN |
| Pontanus        | 28° 25′ S, 14° 22′ E / 28.42°S,14.36°E   | 55,66         | Gioviani Pontano (1427–1503), astrònom italià                                                                          | A B C D E F G H J K L M N O P Q R S T U V W X Y Z  | WGPSN |
| Pontécoulant    | 58° 47′ S, 66° 04′ E / 58.78°S,66.07°E   | 91,40         | Philippe Gustave Doulcet, Comte De Pontécoulant (1795–1874), astrònom francès                                          | A B C D E F G H J K L M                            | WGPSN |
| Popov           | 16° 56′ N, 99° 23′ E / 16.93°N,99.38°E   | 71,40         | Aleksander S. Popov (1859–1905), físic rus C. Popov (1880–1966), astrònom búlgar                                       | D W                                                | WGPSN |
| Porter          | 56° 09′ S, 10° 11′ O / 56.15°S,10.18°O   | 51,46         | Russell Williams Porter (1871–1949), enginyer de telescopis estatunidenc                                               | B C                                                | WGPSN |
| Posidoni        | 31° 53′ N, 29° 59′ E / 31.88°N,29.99°E   | 95,06         | Posidoni (c. 135–51 aC), geògraf grec                                                                                  | A B C E F G J M N P W Y Z                          | WGPSN |
| Poynting        | 17° 30′ N, 133° 23′ O / 17.5°N,133.38°O  | 127,55        | John Henry Poynting (1852–1914), físic britànic                                                                        | X                                                  | WGPSN |
| Prager          | 3° 59′ S, 130° 47′ E / 3.99°S,130.78°E   | 53,90         | Richard A. Prager (1884–1945), astrònom germano-estatunidenc                                                           | C E G                                              | WGPSN |
| Prandtl         | 59° 37′ S, 141° 32′ E / 59.62°S,141.54°E | 87,53         | Ludwig Prandtl (1875–1953), físic alemany                                                                              | -                                                  | WGPSN |
| Priestley       | 56° 43′ S, 108° 28′ E / 56.71°S,108.47°E | 54,88         | Joseph Priestley (1733–1804), químic britànic                                                                          | K X                                                | WGPSN |
| Prinz           | 25° 29′ N, 44° 08′ O / 25.49°N,44.14°O   | 46,13         | Wilhelm Prinz (1857–1910), astrònom germano-belga                                                                      | (A) (B)                                            | WGPSN |
| Priscilla       | 10° 58′ S, 6° 13′ O / 10.96°S,6.21°O     | 1,50          | Antropònim femení llatí                                                                                                | -                                                  | WGPSN |
| Proclus         | 16° 05′ N, 46° 53′ E / 16.09°N,46.89°E   | 26,91         | Procle (410–485), astrònom grrec                                                                                       | A C D E (F) G J K L M P R S T U V W X Y Z          | WGPSN |
| Proctor         | 46° 26′ S, 5° 02′ O / 46.43°S,5.04°O     | 47,64         | Mary Proctor (1862–1957), astrònoma estatunidenca                                                                      | A B C D E F G H                                    | WGPSN |
| Protàgores      | 56° 01′ N, 7° 20′ E / 56.02°N,7.34°E     | 21,05         | Protàgores (c. 481–411 aC), filòsof grec                                                                               | B E                                                | WGPSN |
| Ptolemeu        | 9° 10′ S, 1° 50′ O / 9.16°S,1.84°O       | 153,.67       | Claudi Ptolemeu (c. 87–150), astrònom grec                                                                             | (A) B C D E G H J K L M O P R S T W X Y            | WGPSN |
| Puiseux         | 27° 49′ S, 39° 11′ O / 27.82°S,39.19°O   | 24,95         | Pierre Puiseux (1855–1928), astrònom francès                                                                           | A B C D F G H                                      | WGPSN |
| Pupin           | 23° 52′ N, 11° 00′ O / 23.87°N,11°O      | 2,17          | Mihajlo I. Pupin (1858–1935), físic estatunidenc d'origen serbi                                                        | -                                                  | WGPSN |
| Purbach         | 25° 31′ S, 2° 02′ O / 25.51°S,2.03°O     | 114,97        | Georg Purbach (1423–1461), astrònom austríac                                                                           | A B C D E F G H J K L M N O P Q R S T U V W X Y    | WGPSN |
| Purkyně         | 1° 32′ S, 94° 52′ E / 1.54°S,94.86°E     | 50,29         | Jan Evangelista Purkyně (1787–1869), fisiòleg txec                                                                     | D K S U V                                          | WGPSN |
| Pitàgores       | 63° 41′ N, 62° 59′ O / 63.68°N,62.98°O   | 144,55        | Pitàgores (fl. c. 532 aC), matemàtic grec                                                                              | B D G H K L M N P S T W                            | WGPSN |
| Píteas          | 20° 34′ N, 20° 35′ O / 20.57°N,20.59°O   | 18,81         | Píteas (fl c. 308 aC), geògraf grec                                                                                    | A B C D E F G H J K L M N U W                      | WGPSN |

## Q
| Cràter   | Coordenades                             | Diàmetre (km) | Epònim                                       | Cràters satèl·lit | Ref.  |
| -------- | --------------------------------------- | ------------- | -------------------------------------------- | ----------------- | ----- |
| Quetelet | 42° 40′ N, 135° 18′ O / 42.66°N,135.3°O | 54,77         | Lambert Adolphe Jacques Quételet (1796–1874) | T                 | WGPSN |